# Varför gick vi bort att söka
Varför gick vi bort att söka är en psalm, med text skriven 1964 av Anders Frostenson. Musiken är skriven på 1700-talet i Wales.

## Publicerad i
- 1986 års psalmbok som nr 531 under rubriken "Sökande - tvivel".